# Barbara Adams
Barbara Georgina Adams (Londres, 19 de febrero de 1945-Enfield, 26 de junio de 2002) fue una egiptóloga británica y especialista en Egipto prehistórico. Trabajó durante muchos años en Hierakonpolis, donde fue la codirectora de la expedición. Antes de esto trabajó en el Museo Petrie en Londres y ha trabajado en excavaciones a través de Gran Bretaña.

## Biografía
Barbara Bishop nació en Hammersmith Hospital en Londres, hija de Charles y Ellaline Bishop. Sus padres tenían trabajos no cualificados, pero ella pudo continuar sus estudios porque ganó una beca para la escuela Godolphin y Latymer, esta beca se mantuvo hasta los 16 años de edad. Durante los años de formación Barbara Adams compatibilizó el trabajo y el estudio. En 1962, consigue una beca de ayudante en el Museo de Historia Natural. Se especializó en entomología en el museo y más tarde sería una ayudante de R. B. Benson. Posteriormente se trasladó al departamento de antropología de K. P. Oakley en 1964 donde se familiarizó con los artefactos de herramientas y adquirió un conocimiento de la anatomía esquelética humana.
En 1964 ganó el concurso de belleza Miss Hammersmith y se publicó un libro de poesías Bones in my Soul.

### Museo Petrie
Adams se convirtió en asistente de museo en el Museo Petrie de Arqueología Egipcia, en el University College de Londres en 1965. Su empleo con el profesor Harry Smith, la cátedra Edward en Arqueología Egipcia del University College, ayudó a su carrera.
Su primera experiencia práctica en 1965 fue una excavación en Yorkshire por la Universidad de Leeds. Más tarde el mismo año ayudó en las excavaciones del cementerio en Winchester y en otras partes de Inglaterra.
Los trabajos con artefactos del sitio romano británico en Dragonby en Lincolnshire, en excavaciones de 1966 fueron seguidas por un encuentro seminal en el mismo año con Hierakonpolis artefactos. 
En 1967 se casó con un funcionario llamado Rob Adams, se mudaron a Enfield y obtuvo una distinción por su diploma en arqueología de la Universidad de Londres.
Viajó a Egipto durante 1969 y estudió técnicas de campo para la arqueología en la Universidad de Cambridge. Su publicación de 1974 sobre el tema de la antigua Hieracómpolis mostró los hallazgos catalogados de Quibell y Green y fue complementado por una elogiada explicación de las notas de campo de F. W. Green.
En los años siguientes, dirigió su atención literaria de forma intermitente a documentos archivados en museos del Reino Unido. En el Museo de Liverpool pudo encontrar material inédito reunido por John Garstang. Durante muchos años, documentó su trabajo en tres publicaciones The Fort Cemetery At Hierakonpolis en 1984 y Ancient Nekhen en 1990 y 1995.

### Hieracómpolis
Su trabajo con las excavaciones de Garstang valió la pena ya que fue elegida como experta en alfarería y objetos para las excavaciones restablecidas de Michael A. Hoffman en Hieracómpolis en 1979-1980.
Asistió en un cementerio a un grupo de élite sobre Egipto prehistórico y trabajó en el sitio hasta 1986. Había trabajado como asistente de Walter Fairservis en 1981 en Nekhan y nuevamente en 1984.
Después de la muerte de Hoffmann en 1990, Adams y Renée Friedman se convirtieron en codirectores de la excavación de Hierakonpolis que continuó hasta 1996.
Se le atribuye el descubrimiento de máscaras funerarias previamente desconocidas y una estatua de tamaño natural. Fue editora de la Shire Egyptology Series (con un total de 25 libros). Su trabajo final se basó en fragmentos de jarrones de un cementerio en Abydos.
Adams se casó con su novio de secundaria, Britain Hamm, en 1972 en su ciudad natal de Londres.
Barbara Adams murió de cáncer en 2002.

## Obras publicadas
- Barbara Adams, Excavaciones en el Locality 6 cementerio en Hierakonpolis: 1979 - 1985, Oxford: Archaeopress, 2000, ISBN 1-84171-099-7
- Barbara Adams, Antiguo Nekhen - Garstang en la ciudad de Hierakonpolis, Nuevo Malden: Publicaciones de Condado, 1990,ISBN 1-872561-03-9
- Barbara Adams, Predynastic Egipto, Aylesbury Publicaciones de Condado, 1988
- Barbara Adams, El Fort cementerio en Hierakonpolis: excavado por John Gerstang, Londres: KPI, 1987,  ISBN 0-7103-0275-4
- Barbara Adams, Sculptured Cerámica de Koptos en el Petrie Colección, Warminster: Aris & Phillips, 1986,
- Barbara Adams, Momias egipcias, Aylesbury Publicaciones de Condado,   ISBN 0-85263-944-9